# Exportation et développement Canada
Pour les articles homonymes, voir EDC.

Exportation et développement Canada (EDC) (en anglais : Export Development Canada) est l’organisme de crédit à l’exportation du Canada et une société d’État qui appartient à part entière au gouvernement du Canada. Elle a pour mandat de soutenir et de développer le commerce entre le Canada et l’étranger ainsi que la capacité concurrentielle du pays sur le marché international. Les produits et les services d’EDC incluent l’assurance, le financement pour les entreprises canadiennes et leurs clients étrangers, des solutions de cautionnement, ainsi que des renseignements au sujet des débouchés sur les marchés étrangers,,. 
EDC a été fondée en 1944. Son siège social est situé à Ottawa et elle compte 17 bureaux régionaux dans tout le Canada et des représentations permanentes sur 12 marchés étrangers,.

## Historique
En 1944, la Loi sur l’assurance des crédits à l’exportation est promulguée. La Société d’assurance des crédits à l’exportation (SACE) est créée à l’issue de la Seconde Guerre mondiale pour stimuler l’économie canadienne, créer des emplois et aider les exportateurs canadiens. La Loi sur le développement des exportations promulguée le 1er octobre 1969, abroge la Partie I de la Loi sur l’assurance des crédits à l’exportation et crée la Société pour l’expansion des exportations (SEE) comme successeur de l’ensemble des biens, des droits et des obligations. En 2001, la SEE est rebaptisée, passant de Société pour l’expansion des exportations à Exportation et développement Canada.

## Activités
EDC fonctionne indépendamment du gouvernement fédéral et applique des principes commerciaux. Son mandat est énoncé dans la Loi sur le développement des exportations. Donnant suite au resserrement du crédit mondial, en 2009, le gouvernement du Canada a élargi le mandat et le champ d’activité d’EDC pendant deux ans afin d’inclure le soutien du commerce intérieur et des débouchés intérieurs. Cette période a été prolongée jusqu’au 12 mars 2014.
La Société est financièrement autonome. EDC génère des fonds en percevant des commissions sur ses services et des intérêts sur ses prêts, et en émettant des titres d’emprunt sur les marchés financiers.
EDC exerce ses activités selon un Plan d’entreprise approuvé chaque année par le gouvernement fédéral, et ses principes directeurs lui dictent d’exercer ses activités de manière à respecter les accords internationaux applicables signés par le Canada, conformément à ses engagements en matière de responsabilité sociale des entreprises (RSE) et d’assurer une saine gestion financière de ses activités.
EDC publie un magazine trimestriel en ligne destiné aux exportateurs canadiens, Exportateurs avertis (ExportWise en anglais).
En 2011, EDC et BDC (Banque de développement du Canada) ont annoncé la signature d’un nouveau protocole afin de coordonner les efforts collaboratifs entre les deux sociétés d’État en vue de mieux servir les intérêts des entreprises canadiennes.
En plus de son siège social à Ottawa, EDC exerce ses activités à partir de 17 bureaux régionaux à Toronto, Vancouver, Montréal, Calgary, etc., ainsi que de ses représentations à l’étranger, notamment en Chine, au Brésil, en Allemagne, aux États-Unis et ailleurs.
Équipe de la haute direction
En date d’octobre 2014
•	Benoit Daignault – président et chef de la direction
•	Carl Burlock – p. v.-p. et responsable mondial, Financement et Investissements
•	Pierre Gignac – p. v.-p. et chef de la gestion des risques, Gestion des risques d’entreprise
•	Ken Kember - p. v.-p., Finances et chef de la direction financière
•	Catherine Decarie - p. v.-p., Ressources humaines et Communications
•	Derek Layne - p. v.-p., Solutions d’affaires et Innovations
•	Jim McArdle, p. v.-p., Affaires générales, et secrétaire
•	Norman Low - p. v.-p. par intérim, Développement des affaires
•	Clive Witter - p. v.-p., Assurances

## Services
La Société offre des solutions d’assurance et de services financiers, des produits de cautionnement de même que des solutions pour petites entreprises aux exportateurs et aux investisseurs canadiens et à leurs acheteurs étrangers. Elle appuie aussi l’investissement direct à l’étranger et les investissements au Canada. Fait à noter, ses activités sont en grande partie réalisées en partenariat avec d’autres institutions financières et en collaboration avec le gouvernement du Canada. Les solutions d’affaires d’EDC peuvent aider les entreprises qui veulent:
- Accroître leurs activités ;
- Obtenir du financement ;
- Se protéger contre les risques ;
- Libérer leur fonds de roulement ;
- Investir sur de nouveaux marchés.

## Gouvernance
EDC est dirigée par un Conseil d’administration composé principalement de membres du secteur privé. C’est au Conseil qu’incombe la responsabilité ultime de superviser la direction et la gestion d’EDC. Le Conseil doit rendre des comptes au Parlement par l’intermédiaire du ministre du Commerce international. Les membres du Conseil sont nommés par le gouvernement du Canada.
Le Conseil d’administration d’EDC joue un rôle de surveillance dans l’orientation générale en matière de responsabilité sociale des entreprises de la Société. Ce programme comprend des évaluations de l’environnement, des droits de la personne et des risques politiques pour chaque transaction envisagée.
Conseil d’administration en date de 2017 :
- Boivin, Jacques
- Burghardt, Jeff
- Clarke, Herbert
- Culbert, Heather
- Daignault, Benoit
- Gordon, Lindsay
- Irman, Martine
- Khurana, Vikram
- Lifson, Elliot
- McLeese, Rober
- Stefanson, Jason
- Steiner, Jeffrey
- Thibault, Darlene
- Warn-Schindel, Kevin

## Responsabilité sociale des entreprises
La responsabilité sociale des entreprises est un principe directeur à EDC, comme l’atteste son partenariat continu avec CARE Canada ainsi que divers prix et reconnaissances décernés à la Société (Voir la section Prix et reconnaissances).
Programme Éducation jeunesse – Bourses d’études en commerce international : EDC accorde annuellement jusqu’à 30 bourses, dont 25 à des étudiants collégiaux ou universitaires de premier cycle souhaitant faire carrière ou poursuivre des études en commerce international, et jusqu’à 5 bourses à des étudiants inscrits à un programme combinant le commerce avec l’environnement ou la gestion durable. Chaque bourse d’études d’EDC s’élève à 4 000 $.

## Événements par EDC
EDC participe à de nombreux événements, qu’il s’agisse d’activités qu’elle organise ou parraine, y compris des conférences, des webinaires, des séances de jumelage et des tables rondes.
Parmi les événements notables d’EDC, il y a :
Parlons exportations : Chaque printemps, le vice-président et économiste en chef d’EDC fait la tournée du Canada afin de donner son avis au sujet de l’économie mondiale.
Prévisions à l’exportation : Le vice-président et économiste en chef d’EDC fournit aux participants un aperçu perspicace de ce à quoi peuvent s’attendre les exportateurs et investisseurs canadiens au cours de l’année prochaine. Les Prévisions à l’exportation sont produites deux fois l’an, soit en avril et en octobre.

## Prix et reconnaissances
EDC a figuré parmi les 100 meilleurs employeurs au Canada pendant neuf années consécutives.
EDC a également été classée au 7e rang des entreprises canadiennes les plus performantes au chapitre de la viabilité, comme en fait foi la publication en 2014 de la liste Future 40 Responsible Corporate Leaders par l’organisme Corporate Knights.
En janvier 2013, le Conseil du bâtiment durable du Canada a délivré au siège social d’EDC sis au centre-ville d’Ottawa la certification or LEED pour le noyau et l’enveloppe (CS). De plus, en 2013, EDC a remporté deux prix Gold Quill de la International Association of Business Communicators (IABC) pour sa Conférence des employés de 2012 et Le Lien, son magazine interne.
Les productions d’EDC ont également recueilli plusieurs titres de reconnaissance.
En 2014 :
Pour les MarCom Awards (Arlington, Texas)
Prix or (film/vidéo)
•	Profil de client de Survival Systems Limited
•	Profil de client d’Endurance Wind Power
Prix platine (film/vidéo)
•	Profil de client de Cavalia
•	Profil de client de Cowater
Pour les the Telly Awards (New York, New York)
Prix bronze - (montage)
•	Profil de client de Cowater
•	Profil de client de Cavalia
Prix bronze (cinématographie)
•	Profil de client de Cavalia
Prix argent - (cinématographie)
•	Profil de client de Cowater
En 2013 :
Pour les Telly Awards (New York, New York)
Prix bronze (cinématographie)
•	Profil de client d’Ostara
•	Profil de client de Nexterra
Prix bronze (montage cinématographique)
•	Profil de client de Nexterra
Prix argent - (montage cinématographique)
•	Profil de RSE de Kinross
•	Profil de client d’Ostara
Pour les Communicator Awards (New York, New York)
Prix d’excellence - Or (montage cinématographique)
•	Profil de client de Nexterra
•	Profil de client d’Ostara
Prix d’excellence - Or (montage cinématographique)
•	Profil de client de Nexterra
•	Profil de client d’Ostara